# Östliche Griesspitzen
Die Östliche Griesspitzen 2747 m ü. A. und die Westliche Griesspitzen 2741 m ü. A. in Tirol bilden einen Doppelgipfel am Westrand in der Mieminger Hauptkette.
Diese Kette ist durch die Grünsteinscharte von den restlichen Gipfeln der Mieminger Berge im Westen getrennt.
Im Osten folgen dagegen im direkten Gratverlauf die beiden Mitterspitzen, der Hochplattig und ganz im Osten die Hohe Munde.
Die Erstbesteigung der Westlichen Griesspitzen erfolgte durch F. Kilger und P. Probst vor 1894.
An den Griesspitzen gab es vom ausgehenden 15. Jahrhundert bis Anfang des 20. Jahrhunderts zahlreiche Bergwerke.
Die Gipfel der Griesspitzen sind nur als schwierige weglose Bergtour mit Kletterei zu erreichen.